# Saison 2020-2021 de la LHJMQ
Saison précédente Saison suivante
La saison 2020-2021 est la 52e saison de hockey sur glace de la Ligue de hockey junior majeur du Québec. La saison régulière voit 18 équipes jouer entre 26 et 43 matchs en raison de la pandémie de Covid-19 et des restrictions frontalières. 

## Contexte
En raison de la pandémie de Covid-19, le format pour la saison régulière de la LHJMQ est modifié. La ligue est composée de trois divisions de six équipes qui doivent disputer 60 matchs chacune et uniquement contre les équipes de leur division. Cependant, le 1er décembre 2020, Gilles Courteau, président de la ligue, annonce que la saison est suspendue jusqu'au 3 janvier 2021.

## Saison régulière

### Classements par division
| Clt   | Équipe                     | PJ | V  | D  | DP | DF | BP  | BC  | Pts | % pts |
| ----- | -------------------------- | -- | -- | -- | -- | -- | --- | --- | --- | ----- |
| +001, | Islanders de Charlottetown | 40 | 35 | 5  | 0  | 0  | 197 | 89  | 70  | 87,5  |
| +002, | Titan d'Acadie-Bathurst    | 33 | 21 | 10 | 1  | 1  | 146 | 121 | 44  | 66,7  |
| +003, | Sea Dogs de Saint-Jean     | 33 | 15 | 14 | 3  | 1  | 138 | 136 | 34  | 51,5  |
| +004, | Mooseheads d'Halifax       | 43 | 15 | 19 | 5  | 4  | 152 | 183 | 39  | 45,3  |
| +005, | Wildcats de Moncton        | 31 | 11 | 17 | 2  | 1  | 105 | 136 | 25  | 40,3  |
| +006, | Eagles du Cap-Breton       | 38 | 12 | 25 | 1  | 0  | 113 | 186 | 25  | 32,9  |

| Clt   | Équipe                   | PJ | V  | D  | DP | DF | BP  | BC  | Pts | % pts |
| ----- | ------------------------ | -- | -- | -- | -- | -- | --- | --- | --- | ----- |
| +001, | Saguenéens de Chicoutimi | 29 | 17 | 7  | 3  | 2  | 105 | 77  | 39  | 67,2  |
| +002, | Cataractes de Shawinigan | 34 | 21 | 10 | 2  | 1  | 125 | 109 | 45  | 66,2  |
| +003, | Tigres de Victoriaville  | 26 | 16 | 9  | 1  | 0  | 99  | 65  | 33  | 63,5  |
| +004, | Remparts de Québec       | 32 | 17 | 9  | 4  | 2  | 107 | 96  | 40  | 62,5  |
| +005, | Océanic de Rimouski      | 39 | 13 | 22 | 2  | 2  | 104 | 143 | 30  | 38,5  |
| +006, | Drakkar de Baie-Comeau   | 36 | 8  | 26 | 1  | 1  | 82  | 137 | 18  | 25    |

| Clt   | Équipe                          | PJ | V  | D  | DP | DF | BP  | BC  | Pts | % pts |
| ----- | ------------------------------- | -- | -- | -- | -- | -- | --- | --- | --- | ----- |
| +001, | Foreurs de Val-d'Or             | 36 | 29 | 3  | 2  | 2  | 141 | 78  | 62  | 86,1  |
| +002, | Armada de Blainville-Boisbriand | 32 | 18 | 10 | 4  | 0  | 133 | 118 | 40  | 62,5  |
| +003, | Voltigeurs de Drummondville     | 34 | 18 | 11 | 4  | 1  | 106 | 104 | 41  | 60,3  |
| +004, | Olympiques de Gatineau          | 31 | 16 | 11 | 2  | 2  | 95  | 87  | 36  | 58,1  |
| +005, | Huskies de Rouyn-Noranda        | 40 | 17 | 18 | 4  | 1  | 100 | 146 | 39  | 48,8  |
| +006, | Phoenix de Sherbrooke           | 27 | 8  | 17 | 1  | 1  | 68  | 105 | 18  | 33,3  |

- En gras et en italique : champion de la saison régulière
- En gras : champion de division
- En italique : qualifié pour les séries éliminatoires

### Meilleurs pointeurs
| Clt | Joueur                   | Équipe                | PJ | B  | A  | Pts | Pun |
| --- | ------------------------ | --------------------- | -- | -- | -- | --- | --- |
| 1   | Cédric Desruisseaux (en) | Charlottetown         | 40 | 42 | 36 | 78  | 28  |
| 2   | Thomas Casey             | Charlottetown         | 38 | 34 | 40 | 74  | 34  |
| 3   | Brett Budgell (en)       | Charlottetown         | 40 | 15 | 43 | 58  | 24  |
| 4   | Lukas Cormier (en)       | Charlottetown         | 39 | 16 | 38 | 54  | 36  |
| 5   | Mathieu Desgagnés        | Acadie-Bathurst       | 31 | 24 | 28 | 52  | 15  |
| 6   | Ryan Francis (en)        | Saint-Jean            | 32 | 16 | 34 | 50  | 24  |
| 7   | Elliot Desnoyers (en)    | Halifax               | 37 | 21 | 28 | 49  | 24  |
| 8   | Olivier Nadeau (en)      | Shawinigan            | 34 | 13 | 32 | 45  | 28  |
| 9   | Mavrik Bourque           | Shawinigan            | 28 | 19 | 24 | 43  | 36  |
| 9   | Jakob Pelletier          | Val-d'Or              | 28 | 13 | 30 | 43  | 20  |
| 9   | Shawn Element (en)       | Victoriaville         | 31 | 17 | 26 | 43  | 18  |
| 9   | Luke Henman              | Blainville-Boisbriand | 32 | 16 | 27 | 43  | 20  |

### Meilleurs gardiens
| Clt | Gardien               | Équipe        | PJ | Min   | V  | D | DP | Bl | Moy  | %Arr |
| --- | --------------------- | ------------- | -- | ----- | -- | - | -- | -- | ---- | ---- |
| 1   | Colten Ellis (en)     | Charlottetown | 24 | 1 447 | 23 | 1 | 0  | 0  | 1,78 | 92,6 |
| 2   | Jonathan Lemieux (en) | Val-d'Or      | 24 | 1 440 | 20 | 2 | 1  | 1  | 1,96 | 92   |
| 3   | Alexis Shank          | Chicoutimi    | 23 | 1 383 | 14 | 5 | 2  | 2  | 2,12 | 91,8 |
| 4   | William Blackburn     | Val-d'Or      | 13 | 763   | 9  | 1 | 1  | 1  | 2,2  | 90,7 |
| 5   | Nikolas Hurtubise     | Victoriaville | 17 | 904   | 10 | 4 | 1  | 0  | 2,32 | 91,4 |

## Séries éliminatoires
La Coupe du président est remise à la meilleure équipe de la Ligue de hockey junior majeur du Québec
Un tournoi dans la division Maritimes (excluant les deux équipes de la Nouvelle-Écosse) détermine l'équipe qui doit affronter Charlottetown en finale de division.
| Clt   | Équipe                  | PJ | V | D | BP | BC | Pts |
| ----- | ----------------------- | -- | - | - | -- | -- | --- |
| +001, | Titan d'Acadie-Bathurst | 6  | 4 | 2 | 26 | 25 | 8   |
| +002, | Sea Dogs de Saint-Jean  | 6  | 3 | 3 | 28 | 24 | 6   |
| +003, | Wildcats de Moncton     | 6  | 2 | 4 | 22 | 27 | 4   |

- En gras : équipe qui avance directement en finale de division

|  | Huitièmes de finale             | Huitièmes de finale             | Huitièmes de finale        | Huitièmes de finale        |                                 |                                 | Quarts de finale | Quarts de finale | Quarts de finale | Quarts de finale |  |  | Demi-finales | Demi-finales | Demi-finales | Demi-finales |  |  | Finale | Finale | Finale | Finale |
|  |                                 |                                 |                            |                            |                                 |                                 |                  |                  |                  |                  |  |  |              |              |              |              |  |  |        |        |        |        |
|  |                                 |                                 |                            |                            |                                 |                                 |                  |                  |                  |                  |  |  |              |              |              |              |  |  |        |        |        |        |
|  | Foreurs de Val-d'Or             | Foreurs de Val-d'Or             | 3                          | 3                          |                                 |                                 |                  |                  |                  |                  |  |  |              |              |              |              |  |  |        |        |        |        |
|  | Foreurs de Val-d'Or             | Foreurs de Val-d'Or             | 3                          | 3                          |                                 |                                 |                  |                  |                  |                  |  |  |              |              |              |              |  |  |        |        |        |        |
|  | Drakkar de Baie-Comeau          | Drakkar de Baie-Comeau          | 0                          | 0                          |                                 |                                 |                  |                  |                  |                  |  |  |              |              |              |              |  |  |        |        |        |        |
|  | Drakkar de Baie-Comeau          | Drakkar de Baie-Comeau          | 0                          | 0                          | Foreurs de Val-d'Or             | Foreurs de Val-d'Or             | 3                | 3                |                  |                  |  |  |              |              |              |              |  |  |        |        |        |        |
|  |                                 |                                 |                            |                            | Foreurs de Val-d'Or             | Foreurs de Val-d'Or             | 3                | 3                |                  |                  |  |  |              |              |              |              |  |  |        |        |        |        |
|  |                                 |                                 | Océanic de Rimouski        | Océanic de Rimouski        | 0                               | 0                               |                  |                  |                  |                  |  |  |              |              |              |              |  |  |        |        |        |        |
|  | Cataractes de Shawinigan        | Cataractes de Shawinigan        | Océanic de Rimouski        | Océanic de Rimouski        | 0                               | 0                               | 2                | 2                |                  |                  |  |  |              |              |              |              |  |  |        |        |        |        |
|  | Cataractes de Shawinigan        | Cataractes de Shawinigan        |                            |                            |                                 |                                 |                  | 2                |                  |                  |  |  |              |              |              |              |  |  |        |        |        |        |
|  | Océanic de Rimouski             | Océanic de Rimouski             | 3                          | 3                          |                                 |                                 |                  |                  |                  |                  |  |  |              |              |              |              |  |  |        |        |        |        |
|  | Océanic de Rimouski             | Océanic de Rimouski             | 3                          | 3                          | Foreurs de Val-d'Or             | Foreurs de Val-d'Or             | 3                | 3                |                  |                  |  |  |              |              |              |              |  |  |        |        |        |        |
|  |                                 |                                 |                            |                            | Foreurs de Val-d'Or             | Foreurs de Val-d'Or             | 3                | 3                |                  |                  |  |  |              |              |              |              |  |  |        |        |        |        |
|  |                                 |                                 | Saguenéens de Chicoutimi   | Saguenéens de Chicoutimi   | 0                               | 0                               |                  |                  |                  |                  |  |  |              |              |              |              |  |  |        |        |        |        |
|  | Saguenéens de Chicoutimi        | Saguenéens de Chicoutimi        | Saguenéens de Chicoutimi   | Saguenéens de Chicoutimi   | 0                               | 0                               | 3                | 3                |                  |                  |  |  |              |              |              |              |  |  |        |        |        |        |
|  | Saguenéens de Chicoutimi        | Saguenéens de Chicoutimi        |                            |                            |                                 |                                 |                  | 3                |                  |                  |  |  |              |              |              |              |  |  |        |        |        |        |
|  | Phoenix de Sherbrooke           | Phoenix de Sherbrooke           | 0                          | 0                          |                                 |                                 |                  |                  |                  |                  |  |  |              |              |              |              |  |  |        |        |        |        |
|  | Phoenix de Sherbrooke           | Phoenix de Sherbrooke           | 0                          | 0                          | Saguenéens de Chicoutimi        | Saguenéens de Chicoutimi        | 3                | 3                |                  |                  |  |  |              |              |              |              |  |  |        |        |        |        |
|  |                                 |                                 |                            |                            | Saguenéens de Chicoutimi        | Saguenéens de Chicoutimi        | 3                | 3                |                  |                  |  |  |              |              |              |              |  |  |        |        |        |        |
|  |                                 |                                 | Remparts de Québec         | Remparts de Québec         | 0                               | 0                               |                  |                  |                  |                  |  |  |              |              |              |              |  |  |        |        |        |        |
|  | Remparts de Québec              | Remparts de Québec              | Remparts de Québec         | Remparts de Québec         | 0                               | 0                               | 3                | 3                |                  |                  |  |  |              |              |              |              |  |  |        |        |        |        |
|  | Remparts de Québec              | Remparts de Québec              |                            |                            |                                 |                                 |                  | 3                |                  |                  |  |  |              |              |              |              |  |  |        |        |        |        |
|  | Voltigeurs de Drummondville     | Voltigeurs de Drummondville     | 0                          | 0                          |                                 |                                 |                  |                  |                  |                  |  |  |              |              |              |              |  |  |        |        |        |        |
|  | Voltigeurs de Drummondville     | Voltigeurs de Drummondville     | 0                          | 0                          | Foreurs de Val-d'Or             | Foreurs de Val-d'Or             | 2                | 2                |                  |                  |  |  |              |              |              |              |  |  |        |        |        |        |
|  |                                 |                                 |                            |                            | Foreurs de Val-d'Or             | Foreurs de Val-d'Or             | 2                | 2                |                  |                  |  |  |              |              |              |              |  |  |        |        |        |        |
|  |                                 |                                 | Tigres de Victoriaville    | Tigres de Victoriaville    | 4                               | 4                               |                  |                  |                  |                  |  |  |              |              |              |              |  |  |        |        |        |        |
|  | Armada de Blainville-Boisbriand | Armada de Blainville-Boisbriand | Tigres de Victoriaville    | Tigres de Victoriaville    | 4                               | 4                               | 3                | 3                |                  |                  |  |  |              |              |              |              |  |  |        |        |        |        |
|  | Armada de Blainville-Boisbriand | Armada de Blainville-Boisbriand |                            |                            |                                 |                                 |                  | 3                |                  |                  |  |  |              |              |              |              |  |  |        |        |        |        |
|  | Olympiques de Gatineau          | Olympiques de Gatineau          | 1                          | 1                          |                                 |                                 |                  |                  |                  |                  |  |  |              |              |              |              |  |  |        |        |        |        |
|  | Olympiques de Gatineau          | Olympiques de Gatineau          | 1                          | 1                          | Armada de Blainville-Boisbriand | Armada de Blainville-Boisbriand | 2                | 2                |                  |                  |  |  |              |              |              |              |  |  |        |        |        |        |
|  |                                 |                                 |                            |                            | Armada de Blainville-Boisbriand | Armada de Blainville-Boisbriand | 2                | 2                |                  |                  |  |  |              |              |              |              |  |  |        |        |        |        |
|  |                                 |                                 | Tigres de Victoriaville    | Tigres de Victoriaville    | 3                               | 3                               |                  |                  |                  |                  |  |  |              |              |              |              |  |  |        |        |        |        |
|  | Tigres de Victoriaville         | Tigres de Victoriaville         | Tigres de Victoriaville    | Tigres de Victoriaville    | 3                               | 3                               | 3                | 3                |                  |                  |  |  |              |              |              |              |  |  |        |        |        |        |
|  | Tigres de Victoriaville         | Tigres de Victoriaville         |                            |                            |                                 |                                 |                  | 3                |                  |                  |  |  |              |              |              |              |  |  |        |        |        |        |
|  | Huskies de Rouyn-Noranda        | Huskies de Rouyn-Noranda        | 0                          | 0                          |                                 |                                 |                  |                  |                  |                  |  |  |              |              |              |              |  |  |        |        |        |        |
|  | Huskies de Rouyn-Noranda        | Huskies de Rouyn-Noranda        | 0                          | 0                          | Tigres de Victoriaville         | Tigres de Victoriaville         | 3                | 3                |                  |                  |  |  |              |              |              |              |  |  |        |        |        |        |
|  |                                 |                                 |                            |                            | Tigres de Victoriaville         | Tigres de Victoriaville         | 3                | 3                |                  |                  |  |  |              |              |              |              |  |  |        |        |        |        |
|  |                                 |                                 | Islanders de Charlottetown | Islanders de Charlottetown | 2                               | 2                               |                  |                  |                  |                  |  |  |              |              |              |              |  |  |        |        |        |        |
|  |                                 |                                 |                            |                            | 2                               | 2                               |                  |                  |                  |                  |  |  |              |              |              |              |  |  |        |        |        |        |
|  |                                 |                                 |                            |                            |                                 |                                 |                  |                  |                  |                  |  |  |              |              |              |              |  |  |        |        |        |        |
|  |                                 |                                 |                            |                            |                                 |                                 |                  |                  |                  |                  |  |  |              |              |              |              |  |  |        |        |        |        |
|  | Islanders de Charlottetown      | Islanders de Charlottetown      | 3                          | 3                          |                                 |                                 |                  |                  |                  |                  |  |  |              |              |              |              |  |  |        |        |        |        |
|  | Islanders de Charlottetown      | Islanders de Charlottetown      | 3                          | 3                          |                                 |                                 |                  |                  |                  |                  |  |  |              |              |              |              |  |  |        |        |        |        |
|  |                                 |                                 | Titan d'Acadie-Bathurst    | Titan d'Acadie-Bathurst    | 0                               | 0                               |                  |                  |                  |                  |  |  |              |              |              |              |  |  |        |        |        |        |
|  |                                 |                                 |                            |                            | 0                               | 0                               |                  |                  |                  |                  |  |  |              |              |              |              |  |  |        |        |        |        |
|  |                                 |                                 |                            |                            |                                 |                                 |                  |                  |                  |                  |  |  |              |              |              |              |  |  |        |        |        |        |
|  |                                 |                                 |                            |                            |                                 |                                 |                  |                  |                  |                  |  |  |              |              |              |              |  |  |        |        |        |        |
|  |                                 |                                 |                            |                            |                                 |                                 |                  |                  |                  |                  |  |  |              |              |              |              |  |  |        |        |        |        |
|  |                                 |                                 |                            |                            |                                 |                                 |                  |                  |                  |                  |  |  |              |              |              |              |  |  |        |        |        |        |

## Équipes d'étoiles
La ligue sélectionne trois équipes d'étoiles dont une pour les recrues.

### Première équipe
- Gardien de but : Colten Ellis, Islanders de Charlottetown
- Défenseur : Lukas Cormier, Islanders de Charlottetown
- Défenseur : Jordan Spence, Foreurs de Val-d'Or
- Attaquant : Cédric Desruisseaux, Islanders de Charlottetown
- Attaquant : Jakob Pelletier, Foreurs de Val-d'Or
- Attaquant : Dawson Mercer, Saguenéens de Chicoutimi

### Deuxième équipe
- Gardien de but : Jonathan Lemieux, Foreurs de Val-d'Or
- Défenseur : Noah Laaouan, Islanders de Charlottetown
- Défenseur : Justin Barron, Mooseheads d'Halifax
- Attaquant : Thomas Casey, Islanders de Charlottetown
- Attaquant : Mathieu Desgagnés, Titan d'Acadie-Bathurst
- Attaquant : Elliot Desnoyers, Mooseheads d'Halifax

### Équipes des recrues
- Gardien de but : Chad Arsenault, Titan d'Acadie-Bathurst
- Défenseur : Tristan Luneau, Olympiques de Gatineau
- Défenseur : Evan Nause, Remparts de Québec
- Attaquant : Antonin Verreault, Olympiques de Gatineau
- Attaquant : Peter Reynolds, Sea Dogs de Saint-Jean
- Attaquant : Justin Côté, Voltigeurs de Drummondville

## Trophées
Quatre récompenses collectives et dix-huit individuelles sont décernées. Les trophées Jean-Sawyer de la meilleure direction marketing et John-Horman de l'administrateur de l'année ne sont pas remis.

### Récompenses collectives
- Coupe du président (champions des séries éliminatoires) : Tigres de Victoriaville
- Trophée Jean-Rougeau (champions de la saison régulière) : Islanders de Charlottetown
- Trophée Robert-Lebel (meilleure moyenne de buts encaissés) : Foreurs de Val-d'Or
- Trophée Luc-Robitaille (meilleure moyenne de buts marqués) : Islanders de Charlottetown

### Récompenses individuelles
- Trophée Jean-Béliveau (meilleur pointeur : Cédric Desruisseaux, Islanders de Charlottetown[10]
- Trophée Jacques-Plante (meilleure moyenne de buts encaissés) : Colten Ellis, Islanders de Charlottetown[11]
- Trophée Michel-Bergeron (recrue offensive de l'année) : Antonin Verreault, Olympiques de Gatineau[12]
- Trophée Frank-J.-Selke (joueur le plus gentilhomme) : Dawson Mercer, Saguenéens de Chicoutimi[13]
- Trophée Michel-Brière (meilleur joueur) : Cédric Desruisseaux, Islanders de Charlottetown[14]
- Trophée Émile-Bouchard (défenseur de l'année) : Lukas Cormier, Islanders de Charlottetown[15]
- Trophée Guy-Lafleur (meilleur joueur des séries éliminatoires) : Benjamin Tardif, Tigres de Victoriaville[16]
- Trophée Michael-Bossy (meilleur espoir) : Zachary Bolduc, Océanic de Rimouski[17]
- Trophée Raymond-Lagacé (recrue défensive de l'année) : Tristan Luneau, Olympiques de Gatineau[12]
- Trophée Marcel-Robert (meilleur étudiant) : Jacob Gaucher, Foreurs de Val-d'Or[18]
- Trophée Paul-Dumont (personnalité de l'année) : Nicolas Sauvé, Armada de Blainville-Boisbriand[19]
- Recrue de l'année (meilleure recrue) : Tristan Luneau, Olympiques de Gatineau[12]
- Trophée Ron-Lapointe (meilleur entraîneur) : Jim Hulton, Islanders de Charlottetown[20]
- Plaque Kia (plus grande implication dans la communauté) : Anthony D'Amours, Océanic de Rimouski[21]
- Trophée Kevin-Lowe (meilleur défenseur défensif) : Noah Laaouan, Islanders de Charlottetown[22]
- Trophée Guy-Carbonneau (meilleur attaquant défensif) : Dawson Mercer, Saguenéens de Chicoutimi[23]
- Trophée Maurice-Filion (directeur général de l'année) : Jim Hulton, Islanders de Charlottetown[24]
- Trophée Denis-Arsenault (conseiller pédagogique de l'année) : Josée Frenette, Foreurs de Val-d'Or[25]